# Човен (фільм, 1921)
Човен (англ. The Boat) — американська короткометражна кінокомедія Едварда Клайна 1921 року з Бастером Кітоном в головній ролі.

## Сюжет
Коли Бастер закінчує робити човен під назвою Дамфіна, виявляється, що він занадто великий в порівнянні з дверним отвором підвалу. Коли він виїжджає з човном на буксирі, стіна будинку руйнується. У гавані він спускає човен тільки для того, щоб він потонув під своєю вагою. Решту часу він і його родина відновлюють човен.

## У ролях
- Бастер Кітон — будівничий човна
- Едвард Клайн — отримувач сигналу SOS
- Сібіл Сілі — дружина Бастера